# Anna Szorina
Anna Szorina, ros. Анна Владимировна Шорина (ur. 26 sierpnia 1982) – rosyjska pływaczka synchroniczna. Dwukrotna złota medalistka olimpijska.
Brała udział w dwóch igrzyskach (IO 04, IO 08), na obu zdobywała złote medale. W drużynie była również wielokrotną złotą medalistką mistrzostw świata (2001, 2003, 2005 i 2007) oraz Europy.